# ÖFB-Cup 1992-1993
La ÖFB-Cup 1992-1993 è stata la 59ª edizione della coppa nazionale di calcio austriaca.

## Ottavi di finale
| Squadra 1          | Risultato       | Squadra 2           |
| ------------------ | --------------- | ------------------- |
| 30 aprile 1993     |                 |                     |
| Admira/Wacker      | 4 - 1           | Sturm Graz          |
| 1º maggio 1993     |                 |                     |
| Austria Tabak Linz | 0 - 4           | WSG Swarovski Tirol |
| Austria Vienna     | 1 - 0           | Austria Salisburgo  |
| Flavia Solva       | ? - ? (4-2 dtr) | VSE St. Pölten      |
| Fürstenfeld        | 1 - 2           | FavAC               |
| Stahl Linz         | 3 - 2           | Stockerau           |
| First Vienna       | 2 - 4 (dts)     | Rapid Vienna        |
| Wacker Innsbruck   | 4 - 0           | Ried                |

## Quarti di finale
| Squadra 1           | Risultato | Squadra 2        |
| ------------------- | --------- | ---------------- |
| 25 maggio 1993      |           |                  |
| Admira/Wacker       | 2 - 0     | Austria Vienna   |
| Flavia Solva        | 0 - 2     | Rapid Vienna     |
| Stahl Linz          | 1 - 2     | Wacker Innsbruck |
| WSG Swarovski Tirol | 1 - 4     | FavAC            |

## Semifinale
| Squadra 1        | Risultato | Squadra 2     |
| ---------------- | --------- | ------------- |
| 2 giugno 1993    |           |               |
| Rapid Vienna     | 2 - 1     | FavAC         |
| Wacker Innsbruck | 2 - 0     | Admira/Wacker |

## Finale
| Squadra 1      | Risultato | Squadra 2        |
| -------------- | --------- | ---------------- |
| 19 giugno 1993 |           |                  |
| Rapid Vienna   | 1 - 3     | Wacker Innsbruck |